# Nyiragongo
Nyiragongo är en stratovulkan i Virungabergen, en del av Östafrikanska gravsänkesystemet, i Kongo-Kinshasa. Vulkanen ligger ungefär 20 kilometer norr om staden Goma och Kivusjön, ungefär en mil från gränsen till Rwanda. Huvudkratern är 250 meter djup och två kilometer bred och är ibland fylld med en lavasjö, en sjö som består av flytande lava. Nyiragongo och den närbelägna vulkanen Nyamuragira står totalt för 40% av alla nutida utbrott i Afrika.
Nyiragongo är en av de 16 så kallade dekadvulkaner. Dessa anses av International Association of Volcanology and Chemistry of the Earth's Interior (IAVCEI) vara särskilt viktiga att studera och övervaka på grund av deras destruktiva potential.

## Aktivitet
Det är inte känt hur länge Nyiragongo har varit aktiv, men sedan 1882 har den åtminstone haft utbrott 34 gånger, då inräknat många perioder med utbrott under längre tid. Under utbrotten bildas det ofta en lavasjö i kratern. I och med att vulkanen växer håller den på att bygga över två andra vulkaner, Baratu och Shaheru.

### Utbrottet 1977
Vulkanens hittills dödligaste utbrott inträffade 1977. Dödssiffran är osäker, men uppskattningar från 600 till tusentals har gjorts. Utbrottet inleddes den 10 januari 1977 klockan 10:15 lokal tid när den lavasjö som hade bildats i kratern 1928, tömdes hastigt genom ett nätverk av sprickor som öppnades i vulkanens sida.

### Utbrottet 2002
Den 17 januari 2002 fick Nyiragongo ett utbrott som tvingade uppskattningsvis 400 000 människor att fly från området. Totalt dog 45 personer under utbrottet på grund av kvävning av koldioxid och att byggnader kollapsade på grund av lavan och de efterföljande jordbävningarna.

### Utbrottet 2021
Det senaste utbrottet inleddes 22 maj 2021. Utbrottet fick tusentals invånare i Goma, söder om vulkanen, att evakuerat till grannlandet Rwanda. På morgonen den 23 maj verkade utbrottet ha avtagit. Minst 32 personer miste livet i samband med utbrottet och mer än 500 hem förstördes.